# らいか・デイズ
『らいか・デイズ』は、むんこによる日本の4コマ漫画作品。芳文社の4コマ誌（4コマ漫画専門雑誌）『まんがタイム』2003年8月号の新人4コマまんが展に入選した後、同社の『まんがホーム』『まんがタイムオリジナル』両誌にて連載されている。作者の作品の中では連載期間が最も長く、『まんがホーム』2013年12月号において「連載10周年」企画記事が掲載された。2017年までは概ね年2冊のペースで単行本が刊行されていたこともあり、話数確保も兼ねて『まんがタイム』などの系列誌へのゲスト掲載が時々行われていた。
2005年4月号からは『まんがホーム』の表紙を担当している。『まんがタイムオリジナル』は2008年1月号から一時休載の後、4月号より再開。2013年5月号から再び一時休載、7月号より再開。
2012年9月26日にはTHREE ARROWSよりドラマCDが発売された。
2015年12月に単行本が20巻に到達するのを記念し、同年8月末から10月中旬にかけて、帯キャッチコピーの一般公募が行われた。
（『まんがタイムオリジナル』2015年10月号が初の告知。公募は、同時期に発刊された系列誌でも実施）
2018年には、連載15周年を突破した。なお、掲載誌や通販サイトでの15周年への言及は、1年遅れて2019年5月 - 6月初旬に（単行本26巻の発売に合わせる形で）行われたほか、同巻の裏表紙の帯部分にも15周年を祝う文章が添えられた。
2021年10月には、単行本の巻数が30巻に到達した。これを記念して、ブックファースト新宿店にて特設ブースの設営、当店限定のメッセージペーパー配布、作者の直筆イラスト入りうちわの抽選プレゼント、が行われた。
2023年には、連載20周年を突破した。
懐かしい小学校時代を思い出す（あるいはこんな小学校生活を送りたかった）という評価、笑いと泣ける話の共存、来華と竹田の恋愛模様などといった要素が、10年以上支持されている要因の一部であると考えられる。
『まんがホーム』『まんがタイムオリジナル』とも2024年9月号が最後の掲載となり、『まんがホーム』2024年9月号で最終回となった。完結を記念し、『まんがホーム』9月号にてトリビュート企画が掲載された。

## 作品概要
天才スーパー小学生である純情少女春菜来華と彼女を取り巻く人達の、日常生活を描いたコメディー作品。
「サザエさん」同様、登場人物は年をとらなく、主人公やその同級生はいつも小学校6年生という設定で連載が続いている。ただし、主人公の男のいとこ2人及び担任教師の子息だけは、年をとり成長している時期があった。逆に、本編の途中で死去する人物も少数ながら存在している。年をとらない登場人物も、交友関係や性格は連載を重ねるうちに少しずつ変化している。そのため、ところどころで辻褄が合わないケースが生じている。一部の人物を除いて年をとらないことに関しては、作中の登場人物も自覚していると思しき描写がある。なお、『まんがホーム』2024年2月号掲載回および単行本34巻の終盤からは、完結を見据えて時間軸の固定が解除された。
主に来華たちの学校生活や日常生活を描いているが、ラブコメやギャグの要素が随所に盛り込まれている。その一方で、友人や家族同士の衝突、いじめや周囲からの孤立など、ハードなテーマを扱った話もある。来華の嗜好から、サンマを絡めたネタがほぼ毎年1回は登場する。サンマ以外にも、バレンタインデーやクリスマスに関するネタは、ほぼ毎年扱われている。単行本23巻までは、年末年始に親戚が山形の祖父母宅に集合する描写がほぼ毎年行われていた。頻度は少ないものの、小6女子故の身体の悩みを扱った話もある。
昭和っぽい雰囲気を残すと評されているものの、通話シーンでは固定電話のみから携帯電話（ガラケー）を経てスマートフォンが多くなる、18巻あたりからは平成後期に発生したブームが扱われる、ごく稀にインターネットスラングが出てくるなど、平成中期以降の要素が反映されている場面もある。一方で、体育や水泳の場面では昭和後期～平成前期に多く見られた服装（女子のブルマーや、旧型スクール水着）を連載初期から一貫して採用し続けている。
入浴シーンや水泳など、サービスカット的な描写が時々行われているが、単行本20巻あたりからは、やや抑え目になっている。
初期は主人公である来華を中心に話を進めていたが、徐々にクラスメイトや周囲の人達にもスポットを当てた群像劇スタイルにシフトしていった。反面、通常回でも来華の出番の少ない回が、単行本11巻あたりからは時々見られるようになった（『まんがタイムオリジナル』2018年9月号では、通常回では初めて来華が不在となった）。
中学生編への移行の可能性は、2013年の作者インタビューの時点では終盤の構想との絡みを理由に否定していたが、2014年（単行本17巻）から2017年（単行本24巻）にかけて、未来（本編の6 - 8年後）の話が数回描かれた。来華たちの中学校3年生 - 高校1年生時代（本編から3 - 4年後の未来）に関しては、断片的ではあるが2023年 - 2024年にかけて、作者の他作品『花丸町の花むすび』の3年後編（同作の単行本4巻）で描かれた。
基本的に「まんがタイムオリジナル」「まんがホーム」それぞれの各月で独立した話を掲載しているが、両誌で同じ時間軸での話を人物毎に分けて掲載する場合もある。連載終盤は、両誌をまたぐ形で話の展開がなされた。なお、「まんがタイム」などでのゲスト掲載の場合は、連載初期の人物関係に戻して描かれることが多い。

## 主な登場人物
初期は登場人物が名前で呼ばれることが少なく、来華の両親のように頻繁に登場している人物でも、名前がついてないかあるいは後の巻になってやっと名前が判明している。単行本1、2巻においてはほとんどの人物に名前がついておらず、作者が登場人物に責められている。
キャラクターの多くは、名前をメーカー名などカメラに関係する言葉から取られている。ただし、作中設定としてそれらにちなむ名前ということになっているのは、来華のみである。
※声優はドラマCDの配役
※文中で「竹田」とだけ書かれている場合、基本的に「竹田将一」のことを指す。

### 花丸小学校の児童
1年生から5年生の一部は、作者の他作品（『まい・ほーむ』『はいぱー少女 ウッキー!』など）からの客演となっている。
来華、悠美、小西は、中学校時代も同じ学校である。
春菜 来華（はるな らいか）
声 - 悠木碧
本作の主人公。6月20日生まれ、ふたご座。花丸小学校6年2組。児童会長と学級委員長を兼任している。体格は139cm、体重28kgと小柄で、体型もAAカップで、胸囲と胴囲が同じと、6年生にしては凹凸に乏しいのが悩み。髪の色は茶色で、髪型は作者が「ひとつゆわき」と表現する長い髪を低い位置で1つに束ねた状態。ただし、表紙では左右二房に分けた髪形なども描かれている。服装は、白のシャツまたはブラウスに、黒のスカートが基本。秋から冬にかけては、赤いセーター（父・武男のお古）を重ねている。冬季の外出時は、ダッフルコートを羽織っている（茶色が基本だが、単行本9巻表紙と2021年末から2022年初めでは、淡い赤紫またはピンク色になっている）。
頭脳明晰でテストでは毎回満点、休み時間には多くの児童及び教師が彼女に助けを求めるほど人望も厚いが、その反動か母や祖父母、縦割り活動の後輩には甘えたがる一面もある（後輩たちに対しては我儘を押し付けることも）。担任教師の代わりに授業を行ったりテストの作成をしたり、大学受験生に勉強を教えたこともある。学校の児童の名前全員と町の図書館の本を全て把握している。しかし最近の流行やイマドキの女の子のファッション用語などは疎い。一度クイズ番組に出演したことがあるが、やはり最近の流行に関する問題が答えられずに参加賞に留まっている。連載が長期化する中で、天才少女としての側面は徐々に薄れていった（友人の漆野からは「アホになった」と評されるほど）。
正義感が強く、注意する相手が大人であってもひるまない。
成績は優秀で、月謝が高い、必要ない、塾での竹田の順位が下がるなどの理由で、塾には通っていない。家での勉強時間も1日1時間程度である。習い事も特に通っていないため、長期休暇では時間を持て余し気味にしている。
「働く女性」に憧れを抱いているようで、カメラマン（「だって愛してる」一巻収録の「めいっぱい！　ラチチュード」に登場する菅 ななみ）、八百屋のお姉さん（同じく「だって愛してる」の寺田 街子）、整備士等を見かける度に影響を受けた行動をとっている。
校務で学校中走り回っているせいか、体育の中でも持久走が得意。校内のマラソン大会の優勝賞品『春菜を1日独り占めにする権利』を激闘の末手にしたのは他ならぬ来華自身であった。腕っぷしも相当強く、最初の頃はチンピラを幾度となく叩きのめしていた。
図工や家庭科といった、手先を遣う実技系の科目は苦手で、マフラーが鍋敷きに見られたことも。特に料理の下手さは際立っており、お粥を作って試食したら、腹痛を起こしてしまった。家庭科は竹田にかなわずムキになったこともあるが、本人としては楽しんでいるようだ。意外にも写生はコンクール出展を薦められるほどだが、人物画は苦手の模様。
チャレンジ精神は旺盛で、ローラースケートやアイススケートなど、経験のないことでもできるかどうか思いっきり試してみてからやり方を教わったりする。苦手な図工や家庭科でも、その精神は失わないが、報われることはほとんどない。
色恋沙汰や怖い話には弱く、話を避けることもある。人望ゆえに恋愛相談を持ちかけられる事もあるが、その時は逃げ出したり、友達に代役を任したりと対応に苦慮する。本人曰く、恋愛話が苦手なのは自分に経験が無いから。ただし、連載が進むにつれ、恋愛話に乗ったり、他人の恋愛沙汰に首を突っ込むような場面も見られるようになった（相変わらず苦手なためか、自分からは基本的に振らないが）。
時代劇や小学校低学年向きの『ミラクルちゃん』などのアニメを好む傾向がある。なかでもナバウサギというキャラクターがお気に入りで、グッズや雑誌の切抜きなどを多数持っている。お気に入りの歌は「水戸黄門」のアニメ版（「まんが水戸黄門」）の主題歌(ザ・チャンバラ)。
一方的にライバル視してくる竹田に「そういうのはあまり…」と諭した事も何度かあるが、言い方が悪いため逆に火に油を注いでしまうこともしばしば。なお、勉強以外の面では竹田と行動を共にすることがしばしばあり、互いに助け合ったり、息の合ったコンビネーションを見せることもある。そんな竹田に対し、次第に恋心を自覚するようになった。竹田とは「付き合っていない」というスタンスをとっている（これは竹田側も同じ）が、実際にはそう見えないためか（巻が進むにつれその傾向は強まる）、周囲からは羨望の眼差しを向けられたり、目標にされたりすることもしばしば。
季節の移ろいを感じるのが好きらしく、落ち葉を本の栞にしたり、綿飴についた桜の花びらを愛でたりと風流で粋な一面も時たま見せる。
サンマとサクランボ、漬物が大好物で、趣味は自宅にはぬか床がないらしく、田舎の祖父母宅に行くと必ずぬかみそを混ぜる。ススキ原で泳ぐことも好き。将来の夢は「長老」。
中でもサンマに対する執着心は凄まじく、目がサンマになることが少なくなく、もはや依存症のレベルである。
アルコールへの耐性は、母譲りで非常に弱く、奈良漬や濃い甘酒でも酔ってしまう。酔い方は、母のパート先の店長によると「お母さん（房江）そっくり」との事。酔っていた最中の記憶も母同様ある（本人は夢と信じたい）。
一般常識に疎い面もあり、山登りをロッククライミング的なものと勘違いして教師やクラスメイトに笑われたこともある。
花丸町をイメージしやすいキャラであるためか、他の様々なむんこ作品にもモブとして客演している。
未来編（『花丸町の花むすび』3年後編も含む）では、髪を下した状態が基本となっている（台所仕事などで、一本結びにしている場合もある）。小6時代の悩みの種であった身体の凹凸の乏しさは、やや控え目ながらも解消している。竹田との付き合いは継続している。中学3年生時代は、生徒会長を務めている。
将来的に竹田と結婚し、男児を一人授かる予定になっているらしく、作中で大人になった二人が登場する。
名前の由来は、ライカ社のカメラのうち技術者オスカー・バルナックが開発した小型カメラとその後継機種を指すブランド名「バルナック・ライカ」。作中設定としては、店主がライカ好きな中華料理屋の店名にちなむが、父は来華に対しては別の理由を言ってごまかしている。
竹田 将一（たけだ しょういち）
声 - 逢坂良太
来華のクラスメイトで、本作の準主人公的な存在（ただし、全く登場しない回も時々ある）。1月11日生まれ、やぎ座。体格は150cm、体重39kgと華奢。一人称は、未来編も含めて「僕」。髪の色は、グレーまたはグレーがかった茶色。来華の自称ライバルであるが、連載が進むにつれ彼氏的な面が増していく。眼鏡をかけた秀才タイプで、来華ほどではないが頭は良い。しかし毎回なぜか1問だけ間違え、いつも満点を取る来華と時折蒔奈の次点となり、来華だけをライバル視する。塾にも通っているが私立中学を受ける意志は無く、目的はテストで来華に勝つことのみ。
作中で100点を3回取っているが、1回目は来華が問題文の誤字修正により120点を獲得し、2回目は来華自身が作成したテストであったため、勝利したことは一度も無い。3回目は蒔奈の策により100点を取り同点となっている。家庭科だけは勝っているものの、料理・裁縫のいずれの分野においても一方的な力量差で勝負にならないためか、彼自身は勝った気がしていないようだ。
来華に勝てなくても成績がトップクラスである事は間違いなく、在籍する「名門塾」では塾生や講師に一目置かれた存在。テストで80点以下を取ることは、竹田にとっては生きる気力を無くすほどの由々しき事態である。ただし「今度こそ春菜に勝つ春菜に勝つ。春菜に…」と、来華に勝つ気持ちが裏目に出てテストの名前記入欄に「竹田春菜」と書き間違えて0点を取ってしまい、ある意味、人生最大の失態を犯す。
来華と違って運動神経はイマイチで、特に持久力が必要な水泳やマラソンが苦手。
融通がきかない性格ゆえか、いじめられっ子として過ごしてきた過去を持つ。5年生で小西と関わるようになって以降は、いじめられる事は無くなったらしい。
来華に対して淡い恋心を抱いているが、普段ライバル視しているせいかなかなか素直になれず、特に初期の頃は彼女によくつっかかっていた。2人の付き合いについては、未だその気はないつもりの本人達を飛び越え、双方の両親を含む周囲からは既に公認となっている。本人は思いを寄せる来華当人から憎からず思われていることに中々気付かなかったが、連載が進む中で彼女の想いに気付いているような素振りも見せるようになった。彼女に対してのきちんとした告白は行っていないが、単行本20巻での告白めいたやり取りがあってからは、校内や登下校でも連れ立って行動する場面が時々描かれるようになった。
両親は共働きで父親は単身赴任中。そのため、父親の前ではいつもとは打って変わり甘えん坊になる。周囲に対しては「春菜はライバル」と公言している竹田だが、父親にだけは若干ながら本音を打ち明けているようだ。
竹田家の家事一般を受け持つが、手際は見事。中でも料理は趣味らしく、春菜家を唸らせる出来のおせち料理を一人で作ってしまう程の腕前。料理に関して言えば、来華の母をライバル視している節がある。
来華と同じくアニメ『ミラクルちゃん』が好きで、何も見ずともミラクルちゃんを模写が出来る。
犬と雷が極端に苦手。カールに街中で出会うと電柱に登ってやり過ごす程だが、後に和解していく。雷が鳴り出すとたとえ外出中であろうと、その場から動けなくなってしまうが、雷においては家事がかかると別になる。
一度だけ塾の女の子からラブレターをもらったことがある。
両親の仕事の都合で、花丸小の卒業後は父親のいる仙台に引っ越す。後輩の一郎に諭されたこともあり、卒業式で来華へ告白し、正式にカップルとなる。中学（『花丸町の花むすび』3年後編）・高校時代（「まなみ・デイズ」）は、来華へ会うために花丸町に時折帰っており、高校卒業後（「らいか18」）は再び花丸町に住むこととなる。作中で大人になっている際、彼女と結婚して男児を一人授かっている。
モデルは作者の友人。
名前の由来は、カメラ研究家の竹田正一郎。
浦部 蒔奈（うらべ まきな）
声 - 井上麻里奈
来華のクラスメイト。8月6日生まれ、しし座。身長151cm、体重37kg。髪型は、ストレートのロングヘア。スリーサイズは、作中の推定でバスト80、ウエスト56、ヒップ79。服装は、マゼンタのトップスに紫のロングスカートが基本。転校生。あだ名はマッキー（愛美命名）。来華と同じく頭脳明晰である。家はお金持ちであり、大人びた性格と雰囲気、来華とは逆に大人顔負けのスタイルで、学校の男子児童の間ではマドンナ的存在。女子同士では基本的に名前またはあだ名で呼びあっている6年2組の女子レギュラーでは唯一、男女関係なく苗字で呼んでいる（愛美に至っては「アンタ」呼びがほとんど）。
転校当初は学校一の座を得るために来華を蹴落とそうと画策したものの、来華の並外れた頭脳を目の当たりにして断念、潔く負けを認める。以来、親友であり、優等生来華の苦楽を知る良き理解者であり、姉のような存在に。来華と竹田の恋の行方については、当初は静かに見守り、ときにはアドバイスしていたが、2人の仲が進展して以降は冷やかす場面も見られるようになった。煮え切らない2人の本心をからかいがてらに引き出したこともあり、その巧みな話術に2人とも見事に引っ掛かってしまった。
お婆ちゃん子で、入院している祖母を見舞っている時はいつものクールさが無くなり、普通の小学生のように喜怒哀楽が激しくなる。
両親は仕事などで海外にいることが多く、家にはお手伝いさんのその子が通っている。両親は滅多に帰ってこないが、帰ってきたときには子供らしく甘えているようだ。
前の学校では児童会長であったが、その小学生離れした頭脳と容姿で周りから浮いた存在になり、そのせいで精神的に不安定だった。そのころ当時教育実習生だった財津先生に出会うことにより心の支えを得て立ち直り、彼に惚れることとなる。彼の前ではただの恋する少女になる…が、その想いが強すぎて来華達が呆れてしまうことも。
花丸小の卒業と同時にフランスへ移住する予定であったが、母の仕事の都合で移住は高校に進学してからとなった。『花丸町の花むすび』の3年後編への登場時には、髪は肩辺りまでに短くしている。『まなみ・デイズ』（高校3年生）以降の未来編では、フランスに移住しており、髪もショート～ボブぐらいまで短くしている。
名前の由来は、大判カメラのプラウベル・マキナ。
原 まなみ / 原 愛美（はら まなみ）
声 - 戸松遥
来華のクラスメイト。10月21日生まれ、てんびん座。身長145cm。髪型は二つ結び。服装は、緑のスカートに、白と水色のトレーナー（夏はオレンジ色のシャツ）が基本。恋話が好きで、よく来華と竹田の仲を煽っているが、悪気は無いもののしばしば逆効果をもたらす。主要なクラスメイトが何かしら小学生離れした能力を持つ中、ごく普通の（悪く言えば特に特徴の無い）人物として描かれている。ただ、漫才には興味があるのか、蒔奈とコンビを組んで「ダブルM」の名で時たま漫才を披露している。ケンカは強い方で、小西を負かしたこともある。
言いたい事をズバッと言い、たまに竹田を中心に相手の反感を買うがどこか憎めない。どんなときでも明るさと笑顔を忘れない、みんなのムードメーカー。カエルが苦手。
女子に人気の吉田君に片想いしていたが、競争率が高く諦めた。その一方で同じクラスの小西の後述する性格に惹かれ始め、当初愛美自身はこのことを認めたがらなかったものの徐々にぞっこんとなり、小西が恋愛に未覚醒であることに焦れる日々を送っている。小西とは登下校などで時折連れ立って行動したり、初期ではデートに赴いたこともあるが、彼のペースに振り回されることもしばしば。
外見からはそう見えないが太りやすい体質であることを気にしている。何度かダイエットを試みたようだが、その成否は芳しくないようだ。何度か小西や蒔奈の策略で激太りしたことがあるが、このときはマコの助けを借りてダイエットを成功させている。
『ゆうみ・デイズ』では、既婚者になるとともにフランスに移住している模様。
青山 陽子（あおやま ようこ）
声 - 橘田いずみ
来華のクラスメイト。8月26日生まれ、おとめ座。体重39kg。身長153cmと背が高すぎることを気にしている。蒔奈の陰に隠れてはいるものの、大人顔負けのスタイルを持ち、顔も整った美少女。服装は、黄色のトップスに青の長ズボンが基本で、作中では体育の場面程度でしか脚は見せない。ギターが上手なほか、動画撮影及び編集の技術も持っている。将来の夢はヘヴィメタル（ブラックメタル）のギタリスト。譲（ゆずる）という兄がいる。スイミングスクールに通っているが、作中で腕前が披露されたことはほとんど無く、水泳の授業でバタフライで泳げるシーンが描かれているなど、数えるほどしか無い。
音楽好きがきっかけで、単行本10巻以降は花丸小の放送委員に所属することになった。
愛美と一緒になって竹田を煽るのが日常。中々進展しない愛美と小西の関係を、やや心配している節がある。漆野とは、音楽ユニット「ギマン」を結成して町内でライブ活動を行っている。
楽器店にギターを見に行った際、そこで働くバンドマンの青年に親切にしてもらい、彼に淡い恋心を抱いている。本人はこのバンドマンのことを二枚目だと信じて疑わないが、バンドマンはとても二枚目とは言えないような面長な顔をしており、常人に比べて美的感覚がかなりズレている。
高橋 悠美（たかはし ゆうみ）
声 - 井口裕香
来華のクラスメイト。3月30日生まれ、おひつじ座。身長143cm、体重32kg。髪型はおかっぱで、髪の色は、竹田と同じくグレーまたはグレーがかった茶色。服装は、初期を除いて白とピンクのセーラー服風の洋服が基本。手先が器用らしく裁縫（和洋とも）や手芸・お菓子作り・ピアノ・絵画などが得意。ピアノ教室に通っており、コンクールに出場したことも数回ある。竹田と並んで家庭科が得意だが、料理スキルの高さが描かれることが多い竹田に対して、裁縫スキルの高さが前面に出されることが多い。ややプレッシャーに弱い面がある。お化けや虫などが極端に苦手。
サボテンに『タマちゃん』と名付けてペットのように可愛がっている。
『まい・ほーむ』の堀川舞、『はいぱー少女ウッキー!』の大悟は、縦割り班の後輩にあたる。また、同じ縦割り班の、4年生男子の花沢に好意を寄せられている。彼からはちょっかいを受けることも多いが、気にはかけている（恋愛感情ではなく、先輩として）。一方、悠美自身はとある一件をきっかけに幽霊である山内に恋心を抱いている。
大人しい性格ゆえか初期は影が薄かったが、話が進むにつれスポットが当たる機会も増えていった。
大人しく温厚で誰にでも優しい性格をしているが、漆野が書いた漫画を読んで難色を示し、一度だけ怖い表情を見せたことがある。
未来編での描写は単行本24巻の『ゆうみ・デイズ』が初で、来華たちとは異なり大学時代の描写が先行した。高校時代に関しては『花丸町の花むすび』最終回で高校1年生に進学した姿が描かれたが、それ以前に描かれた特典イラスト（単行本17巻用）での高校時代とは制服が異なり、セーラー服となっている。高校時代以降は、長く伸ばした髪をポニーテールにしている。
『花丸町の花むすび』の3年後編では、本作の登場人物の中では真っ先に登場、中学校3年生に成長している。髪を伸ばしているが、まだポニーテールを基本とはしていない（台所仕事などで、ポニーテールにしている場面はある）。身長は高くなっており、来華とは小6時代よりも身長差が広がっている。『花むすび』の主要人物である原田彗と同じ中学校（花丸東中学校）に通う。彗の部活動の先輩であるため、『らいか』組の中では出番は比較的多い。
作者の他作品『おんぼろ花ハイム』には同姓の男性（高橋秀英）が登場しているが、悠美の家族と血縁関係にあるかは不明。
名前の由来は、ピアニストの高橋悠治。
海野 鷗（うみの かもめ）
来華のクラスメイトの、ワンレン茶髪の女の子。身長は、悠美より少し高いぐらい。服装は、レギュラー化以降は薄黄色または白色のワンショルダーのトップスに青の長ズボンが基本となった。レギュラー女子では唯一、夏場でも長袖（サマーセーター）を着用している。大声を出せる特技がある。ブロガーでもあるが、ブログ絡みでのトラブルを起こすことも少なくない。校内でスマートフォンを使っては、来華に怒られるのも日常茶飯事である。将来の夢は役者。初期から登場しているが、長い間名前の設定がなく、単行本23巻でようやく姓名とも判明した。なお、24巻以降は作中では「かもめ」と平仮名表記になっている。来華たちのグループに属してはいないが、全く接点が無いわけではない。連載終盤では、実質的に来華たちのメンバーに加わった形になった。悠美とは特に仲が良く、突っ込んだ話もできる間柄。初期では姉がいると発言していたが、実際に作中に登場したことはない。
未来編では、『花丸町の花むすび』も含めて登場していない（イラスト等の設定も起こされていない）。
名前の由来は、中国のカメラメーカー上海海鴎照相機のブランド「海鷗（シーガル）」。
小西 六広（こにし むつひろ）
声 - 森嶋秀太
来華のクラスメイト。3月10日生まれ、うお座。身長152cm、体重41kg。竹田とは逆に運動神経が良く勉強が苦手。竹田の親友で、お互いに悪口を言い合っているが、仲はとても良い。5年生のとき、いじめに遭っていた竹田に救いの手を差し伸べたのも彼である。ただし、小西の認識は「俺のペット」である。なお、竹田はこの事を知らない（知っているのは、来華と愛美のみ）。イガイガ頭が特長で、いつも頭にバンダナをしている。
性格は至って単純で、深く考えることをせず、相手がお化けであろうと全く物怖じをしない。全く空気を読まない言動で周囲を呆れさせたりする事もあるが、一方で、普通ならば照れてしまって口に出来ないような感謝や好意を示す言葉もストレートに発言して相手に伝える、良くも悪くも裏表の無い性格である。単行本29巻で両親にバラされるまではサンタクロースを信じていた。幼少期から身体の頑丈さは（幸運に助けられた面もあるとはいえ）ずば抜けており、自動車に何回かはねられたにも関わらず無事でいられるほど。日記も含めて作文は苦手であるが、一度だけコンクールに入選したことがある。母の睦共々健啖家で、朝からカツカレーやすき焼き、シュラスコやジンギスカンなどの肉料理を平気で完食（すき焼き・シュラスコ・ジンギスカンは小西家家族三人で食するが）する。いつも母・睦が買いだめで満杯にする筈の小西家の冷蔵庫を、ほぼ空にしてしまう程食欲旺盛な少年でもある。
恋愛については全くの無頓着であり、辛うじて導き出した理想のデートは「（彼女と）いっしょにサッカーをすること」。
愛美とは、バレンタインでの一件がきっかけで、ケンカをすることも多いものの仲良くなった。そして、遅くとも高3の終わり頃には彼女との結婚を考えるようになった。愛美に近づこうとする男子に対しては、容赦ない対応をとることもある。
祖父が亡くなった時、『人はいずれ死ぬ』ということを初めて実感し、竹田の前で涙を流した。
『花丸町の花むすび』の3年後編（中学校3年生時点）では、部活動の副部長を務める。小学校時代のトレードマークであったバンダナは外している。
名前の由来は、コニカミノルタの前身の1つ小西六から。
漆野 文男（うるしの ふみお）
来華のクラスメイト。5月4日生まれ、おうし座。身長144cm、体重40kg。髪の色は茶色で、来華よりも淡めの色をしている。竹田や小西と行動を共にすることが多い。漫画が読むのも描くのも趣味で、時々「漆野アルファ」のペンネームでクラスメイトや教師をモデルにした作品（来華と竹田をモデルにしたラブコメの場合が多い）をノートに描いてクラスで回覧している。本式に漫画原稿用紙に描いた作品を出版社に持ち込んだこともある。陽子とは、音楽ユニット「ギマン」を結成して町内でライブ活動を行っている。
『はいぱー少女ウッキー!』の西原卯月は、縦割り班の後輩にあたる。
如月 円（きさらぎ まどか）という、2年生女子の弟子がいる。他の生徒を基本的に苗字+男子は君付け・女子はさん付けで呼んでいる漆野であるが、彼女に関しては「オメガちゃん」の愛称で呼んでいる。彼女から好意を寄せられていることについては、自分にはまだ恋愛は難しいと述べているものの、憎からず思っている様子。
彼と思しき人物は初期から登場しているが、メインキャラへの昇格は、竹田たちから数年遅れて8巻からとなった。なお、彼がクローズアップされて以降、竹田・小西・漆野以外の6年2組の男子は出番が少なくなった。また、宮間（後述）と顔のデザインが酷似しているため、宮間の髪型に影響を及ぼすこととなった。単行本26巻の作中では、「文雄」と誤植されている。
未来編では、『花丸町の花むすび』も含めて登場していない（高3時代の姿が単行本17巻の特典イラストに描かれているのみ）。
名前（ペンネーム）の由来は、一眼レフカメラのミノルタα-707si JAPAN（ミノルタα-707siの総漆塗り限定バージョン）。本名の由来は、7月の和風月名である「文月」から。
有田
来華のクラスメイトの男子。苗字が明かされたのは、単行本28巻にて。竹田・小西・漆野に比べて出番はかなり少なく、苗字が明かされた後でもレギュラーメンバーにはならなかった。
黒井 宇留冴（くろい うるさ）
陽子も所属する、放送委員の委員長を務める女子児童。作中では、（放送）委員長と呼ばれる・表記される場合が多い。学年およびクラスは6年3組と思われる。委員長を務めるほか、陽子とタッグを組んで昼休憩用のビデオ撮影を行うこともある。強引な性格で、出演者の都合や心情を無視した撮影や編集を強行することが少なくないため、出演者からクレームを受けることもしばしば（彼女が不在だと、陽子に怒りの矛先が向けられる場合もある）。陽子のデスメタル趣味には理解を示しておらず、陽子がその系統の楽曲を昼休憩で流そうとすると別の曲に差し替えてしまうこともある。
田村
6年1組に所属する男子生徒。
クラスが違うため、出番は多くないが（ただし、6年1組の場面では出番は多め）、放送委員会主導で開催された「花丸小横断ウルトラクイズ」ではタッグを組んだ長谷と共にかなり良い線まで善戦したことがある。
長谷
6年1組に所属する男子生徒。
クラスが違うため、出番は多くないが、放送委員会主導で開催された「花丸小横断ウルトラクイズ」ではタッグを組んだ田村と共にかなり良い線まで善戦したことがある。
吉田
6年1組に所属する男子生徒。
クラスが違うため、出番は多くない（6年1組の場面でも、田村・長谷ほどは登場しない）。小西と共にサッカー部に所属しており、女子児童からの人気は高い。連載初期は、愛美も彼に恋心を抱いていた。
田嶋 実（たじま みのる）
児童会書記。いつも来華の隣に座って議事を記録する5年生男子。常に来華のことを「会長」と呼び、来華に対しては敬語で話す。役職ゆえか、来華に『頼る』と言うよりも『意見を伺う・指示を仰ぐ』といったビジネスライクな接し方が特徴。来華に対しては尊敬の念を抱いているものの、それがもとで交際している彼女（ちーちゃん）に誤解されることもしばしばで、来華が甚大な迷惑をこうむる。
1年後の未来では、来華の後を継いで児童会長を務めている。
名前の由来は、コニカミノルタの前身の1つミノルタおよび同社の創業者田嶋一雄から。
ちーちゃん
来華と同じ縦割り活動グループの5年生女子。本名は明かされていない。田嶋 実の彼女で、ケンカも時々するが何だかんだで交際は続けている。縦割り活動では我儘を押し付けがちな来華に振り回されたり、フォローに追われたりする苦労人。同じ縦割りグループの4年生女子とは仲がいい。逆に実と喧嘩になった時に来華が仲介役になったこともある。
連載初期から登場しているが、単行本10巻までは縦割り班の設定がなされていなかったため、来華とは赤の他人として描写されていた。
上述の通り、本名は明かされていないが『まんがホーム』2022年8月号にて来華がリーダーを務める縦割り活動において1年生のしゅんが映画を撮りたいといった際、悪役に割り当てられた台本に「田口 ともや」「しんどう のり●」「よしざき」「山もと」とあるため、苗字は「しんどう」「よしざき」「山もと」のいずれかであることが判明した。
山越 一郎
竹田と同じ縦割り活動グループの3年生男子。11巻から登場しているが、姓名とも判明したのは23巻から。児童会書記の5年生男子・田嶋と同じマンションに家族と住んでいるらしい。
竹田が最初に自分に呼んでほしいと頼んだ呼び方の「お兄ちゃん」と呼び、竹田を実の兄のように慕っている。竹田に積極的に接して勉強や、苦手な逆上がりを教わりにやって来ていた。そしてついには好きな女の子がいると打ち明け、相手への告白の仕方の教えを請うただけでなく、昨今のバレンタインデーでの意中の女の子への贈り物の調理法の指南まで要請するなど、もはや竹田の弟と言うより、弟子的存在となりつつある少年である。
如月 円（きさらぎ まどか）
19巻から登場する2年生女子。愛称は「オメガちゃん」。語尾に「でしゅ」を付けて話す癖がある。
漫画とアニメが好きで、「如月（きさらぎ）オメガ」のペンネームで自作の漫画を描くこともある。漆野を「師匠」と呼ぶなど尊敬しており、19巻のバレンタイン回で弟子にして欲しいと押しかけ、以降は彼とのコンビで登場することが多い。漆野に対しては、異性としても好意を抱いている。漫画・アニメ繋がりで、蒔奈とも仲は良い。
作者の他作品『だから美代子です』『ビギンはもうすぐ閉店します』にも客演している。

### 花丸小学校の教諭等
東野 麻美（ひがしの あさみ）
声 - 浅野まゆみ
花丸小学校6年2組担任。4月8日生まれ、おひつじ座。身長164cm、体重53kg。旧姓は藤田（ふじた）。来華にテストの採点や授業の進行の手助けなどをしてもらうことが多く（初期の巻ほどこの傾向が顕著）、来華が休んだときには軽いパニックに陥ったこともある。そんなだらしない一面もあるが、仕事にかける熱意は本物で、熱血教師志望?な所も見せる。なお、連載が進むにつれて、暴走する同僚や家族、児童のツッコミ役に回る場面も増えている。
時折、来華と竹田の仲をからかったり、海外旅行によく行く蒔奈に嫉妬してヘッドロックをかけてオトしたりと児童とのコミュニケーションにも余念がない。来華曰く「児童と目線を合わせてくれる」性格。
後の夫、東野幸太とはお見合いで知り合ったが、そのときの条件が「仕事を辞めて家庭に入る」ことであったため仕事を続けたいという理由で一度結婚を断っている。しかし後に、学校にまで押しかける彼の熱意と来華の的を射た一言によって交際を開始、後に入籍した（できちゃった結婚疑惑あり）。教職を続けながらも無事長男・小太郎を出産。後に、第二子・小次郎も出産した。
「状況的な自己投影を反映させたキャラクター」と作者はコメントしている。
名前の由来は、富士フイルム系のDPE・写真用品の販売会社フジカラーアサミ（2004年10月解散）。
財津 紺太（ざいつ こんた）
声 - 田中一成
花丸小学校6年1組臨時担任（産休代理 → 病気療養休職代理）。11月27日生まれ、さそり座の27歳。左利き。巨体の持ち主で、いつも咥え煙草に両手をポケットへ突っ込んでいる。ふてぶてしい風貌と辛辣でぶっきらぼうな口調からそうは見えないが、児童の心の奥を読む能力に長けており、相手に対する優しさも持ち合わせている。しか、一方で来華や竹田をダシにしてTVのクイズ番組やお料理コンテストで一儲け?を企んだりという、まともな大人とは言えない一面もある。
殴ったり気分次第で舌も使うキスなど児童に対する罰の厳しさにもかかわらず、児童からの人気は高い。交通事故によって休んだ際、来華が担任代理として教壇に立ったが、1組児童のほぼ半数はそれでも財津派だった。
実は児童施設で育った。そのため、毎年クリスマス・イブにはサンタクロースに扮して出身施設を訪問している。
その事もあってか家族との触れ合いに一種の憧れがあるようで、寿と初対面で意気投合するとキャッチボールをしたり我が家に泊めたりするなど、以前からの知り合いというよりも親子のように接していた。
蒔奈がかつて通っていた学校で教育実習を経験しており、蒔奈とはその時からの知り合い。蒔奈から一方的に惚れられており、一女性としては相手にしていない。事あるごとに蒔奈のアタックを受けるものの、その都度うまくあしらっている。実は麻美のことが好きだったらしい。麻美への失恋後、恩師であるシスターに想いを向けていたが、こちらも叶わなかった。
来華や蒔奈を「優等生」として特別視せず、普通の児童と同じように（ある意味、粗雑に）接する。来華達に対しては「（勉強ばっかしないで）ちゃんと遊べ」が口ぐせ。
単行本11巻までは、何故か竹田と一緒に行動することが多かった。どうやら「来華と対等に張り合おうとする数少ない人物」として評価しているからのようだ。
自宅には多くのゲーム機やウエイトトレーニングの用具があるが、教員の仕事に関係のある物が少なく来華に心配されたことがある。
大食漢で、ウエイトトレーニングに励んでいる割には横に広い体型である（身長190cm、体重130kg＝来華とはウェイト差100kg以上）。喧嘩は強く、持久力にも優れている。おそらく只の肥満ではなく、力士のような肉体。その証拠に、チンピラをも叩きのめす来華のパンチを腹に受けても「いいパンチだ」と涼しい顔で切り返したり、マラソン大会で来華と壮絶なトップを争い一時はトップに立つも、蒔奈が原因で脱落を繰り広げたり、竹田に絡んできた不良複数名を撃退したりと、かなりのパワーと運動能力が推察できるエピソードに事欠かない。道に飛び出した子供を庇ってトラックに轢かれた時も、ケガらしいケガもせずわずか3日で職場復帰している。児童達からは「ダイナマイトボディ」と言われている。
『がんばれ!メメ子ちゃん』の岸田克己とは学生時代の先輩後輩の間柄で、休日にはよく一緒に釣りに出かけている姿や、岸田の結婚式に出席している姿が描かれている。『ファニーランドの鬼ババア』のサエさん（同作品の主人公の、ファニーランド店主の「ババア」）とは顔見知り。
数十年後には、『だから美代子です』の美代子に託される形で、先生として出身施設に戻っている模様。なお、『らいか・デイズ』作中では、『まんがホーム』2023年12月号掲載回において、近いうちに先生として「子馬の家」に戻ること、そのために花丸小を退職する気でいることを明かしている。また、2024年7月号でも蒔奈との会話において花丸小を辞めることをはっきりと発言している。
作者は「見透かされそうで苦手なタイプ」と発言している。女性読者からは、高い人気を得ている。
なお、6年1組の元々の担任教師は当初は産休という設定だったが、現在は「手術を要する病気で休職中」という設定に変更されている（ただし、単行本では、赴任してくる回の時点で急病代理との記述がある。）。また、財津の弁によると、現在は手術が成功して元気にしており、体力作りとして登山を初め、休職中として学校に職籍を置いたままプロの登山家になり、8000m峰を制覇したら復職するらしい。
名前の由来は、ドイツの企業及び、その製品であるツァイス・イコンとコンタックス。
世良 京子（せら きょうこ）
東野先生の第一子の産休時に、代用教員として花丸小学校に赴任してきた。139cmの来華よりさらに背が低い。教員になってまだ日が浅く、来華に業務を手伝ってもらっている。クリスマスに背の高い彼氏らしき人を愛美に目撃されており、12巻で結婚し、小泉（こいずみ）姓に変わったが、麻美とは異なり、学校では旧姓で通している。ただし、「世良先生」と「小泉先生」の呼び方が混用されており、東野（旧姓：藤田）のように一貫した呼ばれ方はされていない。
麻美の産休復帰後は1年生の担任として再赴任する姿が「はいぱー少女ウッキー!」作中で描写されている。
2021年6月号で妊娠が発表され、産休に入ることが明かされる。彼女の産休入りと同時に東野の復帰も合わせて発表された。彼女の代理担任は6年2組の代理担任である山路ウズラが6年2組から1年1組に異動することで対応する（東野が復帰により、新たな代理担任を立てる必要がないため）。その後、無事に長女・アカリを出産した。
名前の由来は京セラ株式会社（ヤシカを吸収し、「コンタックス」ブランドのカメラの製造・販売を行なっていたが、現在はカメラ事業からは撤退している）。
行田
花丸小学校の用務員の、75歳男性。連載前の読み切り版で竹田を意識し始める以前に、来華の憧れの対象だった人。笠智衆似。花丸小には20年以上勤務しており、生前の「花丸小のオバケ」こと山内和也（後述）とも面識があった。小西とも仲がいい。
飯田 米（いいだ よね）
花丸小学校の給食室勤務の、75歳女性。恰幅のいい外見と、糸目が特徴。
山路 ウズラ（やまじ うずら）
麻美の第二子の産休時に、代用教員として花丸小学校に赴任してきた。麻美の後輩の女性。ショートカットの髪型で眼鏡をかけており、体育のときも含めて黒ずくめの服装をしている。陽子と同じく、音楽はデスメタルを好む。タミさん（山形の「下剋上温泉」店主）は、大伯母にあたる。お腹の弱い彼氏がいるらしい。
2021年6月号にて麻美が復帰することになり、入れ代わりで京子が産休に入ることになったため、京子の代理担任として6年2組から1年1組に異動することになった。

### 来華の家族・親族
春菜 房江（はるな ふさえ）
声 - 小林優子
来華の母。48歳。2月16日生まれ、みずがめ座。身長165cmくらい。作品当初は専業主婦だったが、後にファミリーレストランでパートをするようになる。旧姓は永田。来華を「普通の子供」として扱ってくれる、数少ない人物。長年の不妊治療の末に来華を授かった。山形県の農家出身だが、早くに両親を亡くしている。
食生活はナチュラル志向なのか、様々な海産物の干物、イナゴ、花丸町内の土手に生えるのびるなどが、春菜家の食材として供される。来華へのおやつも煎餅やスルメなどの素朴なものが主で、普通の日にショートケーキは出ない。また、ファーストフードは許していない。
しつけは厳しく、アーケードゲームや一人で映画を観に行くこと等は基本的に認めていない。来華が不器用な事もあり、多少過保護な面もある。
特技は首を傾けずに左右に動かすこと（作中呼称：インドのおどり）。来華達を誉めるときは「たいしたもんだ」が決まり文句。アルコールに大変弱く、コップ1杯のビールで見当識がおかしくなるほど。また、酒でなくてもアルコールを使用した奈良漬けなどの食べ物でも同じように酔う。だが、白ワインは好き。あまり酒癖はいいとは言えないが、周りは最初こそシラフの時との落差に驚くものの喜んで飲ませる傾向にある（武男も同様）。この酔い方は来華にも遺伝している。
若い頃は弁当屋で働いており、そこの常連だった武男と出逢った。その頃は大変スリムで、当時のお古を来華が着られるほどであったが、現在は「3倍増」となり見る影もない。しかし、髪形などに若い頃の名残がみられる。
嘗て働いていた弁当屋は現在も営業しており、彼女はオープニングスタッフだった。店主夫妻と共に撮影した開店記念写真は現在も店内に飾られており、当時のスリムな体型が写真に残されている。なお、武男の後輩である宮間の妻が現在、この弁当屋に勤務しており、同僚だった時期は無いものの、房江の後輩に当たる。
雪国出身だけのことはあり、ウインタースポーツ全般が得意なようである。来華が蒔菜に誘われてスキーに行った際、出発前夜に自分のスキー板を手入れしたり、雪合戦では子供時代に町中の子供を震え上がらせ「雪合戦のふーちゃん」の異名をとったほど。
現在はファミリーレストラン「ハートキッチン」でパートをしている。同店には彼女をモチーフにした「フサエちゃん」というマスコットキャラが存在する。
モデルは、作者の母親。
春菜 武男（はるな たけお）
声 - 真殿光昭
来華の父。8月28日生まれ、おとめ座。身長172cm、体重69kg。職業は建築士と思われる。レギュラーキャラクターの中で唯一、正面顔がはっきりと現れない人物であったが、コミックス最終巻カバー下にて竹田の父・正と共に、完全に顔が描かれた。（正は最終回前話等の作中でも顔が出ている）
来華に勉強の解からない所を教えられる作中唯一の人物だが、サクランボの種を吹いて来華にぶつけたり、干して取り込んだ布団にダイビングしたりと子供のような行動を取ることも多い。よく来華をからかって遊ぶ反面、普段は来華とトランプや花札で遊んだりと仲は良い。竹田に焼きもちを焼いたり、娘の幸せな結婚を密かに願っているなど子煩悩で父親らしい一面も。竹田に対しては、竹田の父・正との会話の中で義理の父親を自称するなど、気が早い面もある。
過保護気味な母とは対称的に、多少の失敗を承知でチャレンジしていく来華の性格を評価している。
特技は煙草の煙を輪にして吐くこと。
房江と同じく山形出身だが、馴初めはお互いに埼玉へ出てきてからのこと。
春菜 寿（はるな ひさし）
声 - 蓮池龍三
来華の父方の祖父。3月29日生まれ、おひつじ座。身長170cm、体重65kg。山形県上山市（もしくは同市近隣）在住。来華の事をよく可愛がる。
「年寄りにはつらい世の中だ」と言う割にはおサイフケータイやデジタルカメラを使いこなし、35kgの来華や、果ては財津を肩車するなど気は若い。
時折「老い先短いから…」などと弱気な所を見せるものの、それは来華を意のままに操らんとする策略であり、本人は至って元気。
最近はコンピューターゲームにはまっており、新作の発売日には300km離れた山形の故郷から車を飛ばして東京秋葉原まで買いに来るほど。周囲を振り回すことも多いが、妻が若手演歌歌手絡みで暴走すると、逆に振り回されがち。
財津からは「ひーさん」、ハルからは「じーさん」、武男からは「オヤジ」と呼ばれている。
春菜 ハル（はるな ハル）
声 - 高乃麗
来華の父方の祖母。9月6日生まれ、おとめ座。夫の寿とは幼なじみ。親戚の相談に快く乗る春菜家一同の『お袋さん』であり、時たま暴走する祖父のブレーキ役。若手演歌歌手の大ファンで、夫に内緒でコンサートに行くなど、こちらも気が若い。一時期（単行本21 - 24巻）、髪を短くしていたことがある。名前の設定は2012年末には明かされていたが、実際に作中で名前で呼ばれたのは2022年に入ってからである。寿からは「ばーさん」、武男からは「オフクロ」と呼ばれている。房江や一部の親戚からは「お義母さん」と呼ばれるが、武男一家以外との正確な続柄は不明。
半沢 かのん（はんざわ かのん）
来華の従妹。苗字は設定のみ。9月15日生まれ、おとめ座。身長97cm、体重15kg。東京都在住。幼稚園児離れした、ませた言動と行動力でしばしば来華と竹田を振り回す。彼氏あり。乳児の頃から自分で歩行器に乗るなど、活発な子だった。単行本13巻以降は、蒔奈と意外な結びつきを見せる。
名前の由来は、大手カメラメーカーのキヤノンから。
かのんの母
かのんの母で、来華のオバ（伯母または叔母）にあたる。恰幅のいい外見をしている。わがままかつ、来華の住む埼玉へしばしば勝手に出かけるかのんに手を焼いており、尻叩きなどの制裁を加えることも少なくない。初期は専業主婦だったが、単行本21巻以降はスーパーマーケットでパートタイマーとして働いている。
かのんが寿とハルを「じーちゃん・ばーちゃん」と呼んでいることから、武男の姉または妹であると考えられるが、正確な続柄は作中では名言されていない。また、容姿は体形・髪型・顔つきを含めて全体的に房江に似ていることもあり、続柄に謎が残る人物でもある。
安原 一（やすはら　はじめ）
来華の従兄。大学のレポート作成を来華に手伝ってもらった際、竹田や愛美から「来華の年上の恋人？」と疑惑を掛けられたがもちろんすぐに疑惑は晴れた。将来の夢は来華のような頼りがいのある先生。
初登場時は高校3年生の受験生、後に大学生、その翌年には「もう20歳だから」と飲酒して酔い潰れるなど 磯野時空であるこの作品の中では数少ない、年齢を重ね成長していた人物。なお、20歳になって以降は年齢を重ねていない。
優し過ぎる性格ゆえ、恋愛面では苦戦している。
名前の由来は、個人のカメラメーカー安原製作所と同社が最初に出した機種「一式」から。
永田 修（ながた おさむ）
来華の母方の伯父。昆虫学者で大学教授。山形県在住。昆虫のことになると見境がなくなるが、食材としての昆虫は嫌い。
両親を亡くした後、妹・房江を育てるのに忙しく婚期を逃したためか、独身の時期が長かった。
少々朴念仁なところがあるのか、ゼミの院生倫子の恋心については、来華の両親は気付いていたが告白されるまで惚れられていることに気付かなかった。息子・来太の虫嫌いを受け入れようとしない。
永田 倫子（ながた りんこ）
旧姓は八鹿（やしか）。修の講座で学ぶ大学院生だった。修に想いを寄せており、そのことは周りの者が少し素振を見れば判るほどだが、修は気づいていなかった。大学院修士課程卒業後間もなく、途中の過程を飛ばして修にプロポーズし、やがてできちゃった結婚にこぎつけた。なお両親は自分と修との間よりも更に10歳多く年の差が離れており、修との結婚にも理解を示している。夫同様、来太の虫嫌いを受け入れようとしない。
昆虫に関する見境のなさは、修と同様。
旧姓の由来は、株式会社ヤシカから。
永田 来太（ながた らいた）
来華の従弟で、修と倫子の長男。来華とよく似ている。誕生から、少しずつではあるが年齢を重ねている（2016年4月時点で1歳）。
赤ちゃんでありながら、字の読み書きができる。両親とは異なり、虫が大の苦手。小太郎を、アニキと慕っている。

### その他の人々
主要人物の両親は、名前が決まっていても設定のみ、あるいは1回程度しか名前で呼ばれておらず、作中では「〇〇父（もしくは母）」と表記される場合が多い（房江と武男は例外）。
竹田 和世（たけだ かずよ）
声 - 高橋理恵子
竹田将一の母。11月1日生まれ、さそり座。身長168cm、体重58kg。花丸町に支店があるデパートの重役で、夫の正と同じ会社に勤めている。竹田の勉強に対する姿勢から教育ママと思われがちだが、基本的に放任主義で、むしろ「もっと遊べ」というほうが多い。竹田家の家事全般は息子に任せっぱなし。息子の頭越しに、来華に対して会社の同僚には、来華を息子の嫁と紹介するなど近所付き合いの枠を超えたアプローチをかけ、竹田を困惑に陥れることもしばしば。麻雀が強く、房江から「竜」と形容された。特技は盲牌。
作者は、「描いていて励まされる存在」と述べている。
竹田 正（たけだ ただし）
竹田将一の父。名前は設定のみ。7月4日生まれ、かに座。身長170cm、体重54kg。仙台の支店に単身赴任しており、たまに帰ってくる。竹田が尊敬する人物で、照れずに甘えられる唯一の相手。来華に対する本当の思いを、唯一父にだけは正直に打ち明けている。長く離れていたせいもあり、竹田を実年齢より幼く見てしまうときもある。
武男と同じく正面顔がはっきりと描かれてこなかったが、最終回手前でようやく目元も描かれるようになり、単行本最終巻の加筆分においても裏表紙カバーを除いて基本的に目元の描写ありになっている。
東野 幸太（ひがしの こうた）
東野先生（担任）の夫。顔はジャニーズ系のイケメンで次男（弟もいる）。外資系の大手商社に勤めている。先生とはお見合いで知り合った。当初は結婚相手には家庭に入ってもらうことを望んでいたが、今は仕事を続ける妻の良き理解者。作中の深夜アニメ「ラブリー花子」のファンでもある。
坊ちゃん育ちで経験が無いためか、料理が来華並みに下手。食材の買出しの基本的な知識すら無く、竹田を呆れさせた。
作者の他作品『夫の遺言が「同人誌描け」だったもので』の、長谷部郷の上司にあたる。同作では、郷に「ラブリー花子」のR18同人誌の代理購入を頼むといった一面も見せている。
名前の由来は総合写真機材メーカーのイーストマン・コダックから。
東野 小太郎（ひがしの こたろう）
東野幸太と麻美の長男。12月1日生まれ、いて座。身長89cm、体重12kg。わがままな性格で、両親や祖母、来華たちをしばしば振り回す。デザインは、単行本カバー折り返しで描かれている、作者の長男と共通。
途中まで成長を続けていたキャラの一人で、誕生から4歳までは成長を続けていた。それ以降は本編では4歳のままだが、「らいか18」では来華たちの成長に合わせる形で大きくなった姿を披露している。
東野 小次郎（ひがしの こじろう）
東野幸太と麻美の次男。デザインは、単行本カバー折り返しで描かれている、作者の次男と共通。生まれながらに身体能力は高いが、獣に近い動きをしている。
幸太の母
東野幸太の母で、麻美の姑、小太郎・小次郎の祖母にあたる。80歳。時折、孫と麻美を訪ねに来る。麻美へは、幸太との結婚の条件を守らなかったこともあり当初は辛く当たっていたが、少しずつ打ち解けていき、彼女が教職を続けることにも理解を示すようになった。
宮間（みやま）
来華の父の職場での後輩。酔って潰れた父を家まで送ったことがあるので春菜一家とは面識があり、来華とも親しい。来華の父とは仲が良いらしく、弁当屋の彼女（当時）とのケンカの愚痴やノロケ話に付き合わせたり、結婚式のスピーチを頼んだこともある。
漆野とキャラクターがかぶるせいか、出番が大幅に減っている。
名前の由来はマミヤ・オーピーの前身の一つでカメラメーカーのマミヤ光機から。
ちなみに発行元の芳文社の隣りには、マミヤ・デジタル・イメージング本社がある。
カール
蒔奈の飼い犬。元々は捨て犬で「かわいくない」などの理由で引き取り手がなかったが、ふてぶてしい面構えが財津先生に似ているということで蒔奈が飼うことになった。犬嫌いの竹田にとっては天敵だが後に仲良くなり和解していく。名犬…とは言いがたいが、そこそこ賢い。口パクでマライア・キャリーの振り真似を蒔菜と母（駒子）の前でやって見せたことがある。
名前の由来はドイツのレンズメーカーカール・ツァイス。
浦部 駒子（うらべ こまこ）
浦部蒔奈の母。フランスを拠点に活動するパタンナーで、服飾業界では名を知られた存在。仕事の都合などで時たま日本へ戻っており、その時は極力娘との時間を取るよう努めている。料理は苦手であるものの、料理本や周囲のサポートがあれば何とかなるレベル。日本の屋敷には、蒔奈の幼少期からの写真を飾った部屋、大量の80年代アイドルグッズを収蔵した部屋がある（蒔奈には教えていなかったが、後に発見された）。
蒔奈の祖母
声 - 伊藤美紀
病気で、花丸小学校の近くの病院に入院している。蒔奈の花丸小学校への転入は、お婆ちゃん子の蒔奈が祖母を見舞う便を図るためである。筆談をしている様子から、患っているのは恐らく気管系の病気と思われる。
その子
留守の両親に代わって蒔奈の身の回りの世話をしている女性。夫と息子がいる。蒔奈の両親、祖母に次ぐ保護者的存在で信頼も厚く、彼女も蒔奈を実の娘のように思っている。一時期（単行本23巻 - 28巻）、蒔奈の家の場面であっても登場しなくなっていた。
小西 睦（こにし むつみ）
小西六広の母。気の強い性格だが、情に流されやすい面もある。所謂カカア天下であったが、そうした描写は連載が進むにつれ徐々に薄れつつある。勉強に本腰を入れない息子に頭を悩ませている。単行本27巻からはハートキッチンのパートタイマー（調理スタッフ）になるが、正義感と気性の荒さ故にクレーマー気質の客とトラブルを起こしてクビになりかけたことも。健啖家で、首になった隣町のファミレスからハートキッチンで働く前に客として、房江に注文を取ってもらって昼食としてヤケ食いした物と量が「1ポンドステーキライス大盛」だった。他にも朝からすき焼きやシュラスコ、ジンギスカンなどの肉料理を一家で食する事から、小西の食欲旺盛な健啖家ぶりは母・睦からの遺伝と思われる。
小西 宏（こにし ひろし）
小西六広の父。職業はサラリーマンと思われる。性格は、母親（六広の祖母）曰く「甘ったれ」。息子に対しては、睦に比べるとやや甘い面がある。鬘を着用している。
不動 留依（ふどう るい）
6月28日生まれ、かに座。身長165cm、体重52kg。房江が勤務しているファミレスでアルバイトをしている女子高生。富豪の娘。田中がアルバイト仲間になって以降は、彼との掛け合いも多くなった。田中のことは恋愛対象としては見ておらず、ケンカも絶えないものの、房江曰く「息はピッタリ」とのこと。田中とは紆余曲折を経て偽装カップルを演じることとなり、その後、単行本34巻にて正式にカップルとなった。
留依の父
娘である留依と共に、若い執事を含め何名かのメイドと言う使用人達を抱えた大邸宅に住む富豪。登場初期の頃は、留依がハートキッチンでアルバイトをする事や、外泊を禁じさせようとするなど、厳格で頑固な父親の部分が目立った。だがその事を知った房江との邂逅がきっかけとなり、ハートキッチンを客として利用したのち、娘を信じる事に決めたらしい。留依の母である前妻を早くに亡くしており、ずっと娘と共に父子家庭で過ごしていたが後に再婚。来華の父：武男や竹田の父：正と同じく、正面顔がはっきりと現れない人物の一人。
留依の継母
留依の父の再婚相手。名前は不明。留依の父と共に、留依を大事な娘として理解を示している。
まさる
かのんの彼氏。来華が気になる模様。
子馬の家の先生
かつて財津が出身した児童施設に勤める先生で、ツインテールの女性。財津に想いを寄せていたが、叶うことはなかった。後に、他に恋人ができたことを独白で明かしている。単行本5巻以降、主に冬の時期の定番ゲストであったが、17巻のクリスマス回以降は出番が激減した。『まんがホーム』2023年12月号掲載回で、結婚と、それに伴う「子馬の家」退職を財津に明かした。『だから美代子です』にも客演している。
シスター
かつて財津が出身した児童施設に勤める年配の女性で、少なくとも財津が学生時代、まだ施設で暮らしていた時期から務めていた。財津にとっての先生であり、憧れの女性でもあった。単行本17巻からは徐々に体調を崩して入院がちになっており、『まんがホーム』2021年12月号掲載回で亡くなった。
昭夫（あきお）
楽器店（実家らしい）で働く傍らバンド活動をしている青年。モヒカン頭に切れ長の吊り目というヘビメタバンドの奏者にありがちな強面の容姿とは裏腹に、誰に対しても優しく親切な好人物であり、陽子に好意を寄せられている（年が違いすぎるなどの理由で告白は断っているが、憎からず思ってはいる様子）。財津先生と知り合い、彼が世話を焼いている児童施設を一緒に慰問したことで意気投合した。
カリスマ美容師の姉がいる。顔も髪型も瓜二つのため、陽子が本人と勘違いし、「振られた」と落ち込んだこともある。
田中 タカシ（たなか タカシ）
9月9日生まれ、おとめ座。身長168cm、体重55kg。房江が勤務しているファミレスの常連。ゲームセンターなどで竹田に絡むことが多く、カツアゲ現場を財津に見つかり、ボコボコにされたこともある。房江のことを「おばちゃん」と呼び、説教されたり尻を叩かれても慕っている。金がなくカツアゲしているところを房江に見つかり、ファミレスにアルバイトとして「放り込まれ」ることに。ファミレスでの客としての態度が悪かったことから、留依とは当初犬猿の仲であったが、紆余曲折を経て偽装カップルを演じることとなり、その後、単行本34巻にて正式にカップルとなった。
桐畑 マコ
蕨谷小（花丸小の近隣の学校）の6年生女子。長身の美人で、ファッション誌の読者モデルを務めているほか、テレビCMやドラマにも出演している。登場当初は小西に興味を持っていたが、愛美や小西の態度を見て潔く身を引いた。その一件からややあって、愛美の友人となった。連載が進むにつれて、来華や蒔奈、竹田など、愛美の友人たちとも徐々に関わりを持つようになった。房江を非常に尊敬している。クラスメイトの男子である井出とは普通に会話もする間柄ではあるが、恋愛感情は特に抱いていない。
井出 悟（いで　さとる）
マコと同じく蕨谷小の6年生男子（マコとはクラスも同じ）。顔はイケメンで、蕨谷小サッカーチームのエース。初期は小西に激しいライバル意識を抱いていた。花丸小と蕨谷小の試合で、小西に接する愛美を目撃、その際「サッカーで勝てないから、小西の彼女を横取りしたい」と目論んでマコに公言（その時には顔に青筋を立てたマコに「恥を知れ」と怒られている）。対抗サッカー試合の後花丸町まで小西について来て、揃って愛美宅に訪問、愛美にも同情の発言をぶちまける（愛美からは『こいつ顔はいいけどバカだ』と呆れられていた）。その時初めて小西が彼の思惑を知り（見るからに不機嫌な表情で）、PKを勝負を申し出て一発で決着を付けた（当然小西の勝利）。その後の「ある年の」こどもの日に、蕨谷に自転車でやって来た小西との再会がきっかけで、彼の中で小西は彼のヒーローとして、親交・友好関係を結ぶ対象に変わった。
駿河 太一（するが たいち）
花丸小とは別の小学校に通う5年生男子。山形に祖母がおり、帰省中に来華と知り合った。「来華の山形での彼氏」を自称するが、千葉県在住と後に判明している。容姿は竹田と瓜二つだが、性格や身体能力は正反対。来華に好意を寄せており、来華と竹田の仲を知りつつも積極的にアタックしている。当初は竹田の恋敵としての登場であったが、次第に竹田の弟分としての描写が主になった。
山内 和也
20年前に花丸小学校に在籍していた児童。在学中に亡くなっている。来華たちからは、「カズくん」と呼ばれている。
霊魂なので小西以外は存在を感知できなかったが、単行本20巻での再登場以降は骨格標本に憑依しており、来華たちでも意思の疎通がとれるようになった（骨格標本のため喋れないことから、筆談を使用）。また、意識を奪わない範囲で他人の身体を乗っ取るなど、霊力の高さを覗わせる描写もある。小西とウマがあっている。ピアノも上手で、悠美を唸らせるほどの腕前を披露している。成仏できていなかったのは、死が迫る中で見舞いに来た担任（あさコング先生）に暴言を吐いたことを悔やんでいたためだった。最終巻であさコング先生と和解、成仏した。
当初、単行本12巻で1回登場したきりであったが、20巻以降は年に1 - 2回ほど（単行本では1 - 2巻おき）お盆の時期を中心この世に戻ってくるようになり、最終巻まで登場した。
あさコング
単行本最終巻のみの登場。本名不明。山内和也の花丸小学校時代の担任。20年前の時点で高齢で、本編では人体模型に憑依して登場していることから、すでに故人であると思われる。
夢子（ゆめこ）
竹田と同じ縦割り活動グループの3年生男子・一郎の片思い相手の女の子。26巻・30巻に登場。名字は不明。花丸町の隣町にある河口小学校の3年生女子。一郎とは同じ幼稚園で、同じ組だったらしい。一郎の「ギラギラ輝いて」るの言葉通り、目が目立ってきらめいている。体格が横に大きめの、焼き海苔のような太い眉毛におかっぱ（あくまでボブヘアーではなく、おかっぱ）の髪形で、口調も行動も男前。食べ物の嗜好が渋く、好物の一つが一郎からバレンタインデーで受け取っていた「ふきのとう味噌」。大好物は一郎へホワイトデーに振る舞った「カツオのたたき」。おまけに、蒔菜の財津へのバレンタインデーの贈り物の炊き出し激辛カレー（常人は唇がタラコになるレベルの辛さ）を御相伴に預かり、「最高」と絶賛する程に平気で食べていた。髪型以外はそっくりな顔の彼女の母親（目のきらめき具合も全く同じで、母親はパーマ頭）が、セリフはないが30巻P32の1コマ目と、カバー左側折り返しのおまけ4コマの3コマ目に登場している。
ハートキッチンの店長
房江らが勤めるファミリレストラン「ハートキッチン」の店長を務める中年男性。上下からの板挟みに遭いつつも、商魂逞しく店を切り盛りしている。妻と、中学生の娘がいる。
シゲさん
「ハートキッチン」のコックの男性。眼鏡をかけたイケメン。バツイチ。厨房の人手不足に悩んでおり、睦（小西母）がパートタイマーとして加わったのを喜んだ。
鳥越 要司作中に登場する若手演歌歌手。単行本11巻から登場。ハルが最初に推していた演歌歌手。単行本21巻で幼なじみとの熱愛が報道されて以降は、出番が激減している。この熱愛報道は、ハルの心が彼から離れる原因にもなった。
戸張 淳
作中に登場する若手演歌歌手。ハルは、鳥越要司から離れた後に大ファンになった。ハルが、自身の運営している公式動画サイトに「ハルハル」のハンドルネームでいつもコメントを送っていることからネット越しではあるものの、ハルのことを知っている。
『まんがホーム』2022年5月号では、たまたま土筆採りに来ていた来華と土手で遭遇し、来華のスマートフォンを介してハルと会話した。
平井 信子
作中に登場する架空のアニメ『ラブリー花子』に出演している女性声優。『まんがホーム』2022年5月号に登場し、駒子に頼まれてセリフの実演をしてみせた。
スナック「夢（ゆめ）」のママ
来華の父方の祖父母の、ハル・寿の家の近隣で営業しているスナックのママ。人生の達人と呼んで良いレベルで、客あしらいや悩み相談のエキスパートでもある。ハル・寿が夫婦ゲンカをしている事に来華が悩んでいた時や、来華のいとこの一やかのんの失恋相談、そして来華に男の影がちらついたと勘ぐった（ある意味間違ってはいないが）竹田が押しかけて来た時にもさすがの貫禄で冷静に対処・対応する、頼れる大人な女性。
善三郎（ぜんざぶろう）
スナック「夢」の、無愛想だがツンデレ気質なオスのマスコット猫。元飼い主だったスナック常連の男性が亡くなった為、スナックのママに引き取られてマスコット猫となった。25巻から登場。来華が祖母：ハルに来訪を急かされてやって来た際に初めて会って魅了されてしまった。その翌年は、来華がまだ夏休みが始まる前に、気もそぞろに友人達の誘いも断り、「この夏は友情より恋愛を取る」と誤解を招く発言をした上で、一目散に山形に向かった為、勘ぐった愛美達に焚き付けられた山形へと強行遠征する原因になった。浮気疑惑は一応晴れたものの、竹田にとっては少なからず嫉妬心を持つ羽目になった「人間ではないがライバル」である。

### 作中のキャラクター、コンテンツ
ナバウサギ
作中に登場するウサギのキャラクター。全身ピンク色で、黒目の無いツリ目が特徴。来華は特に気に入っており、家にぬいぐるみ等のグッズも保有している。「ナバウサギカフェ」というキャラクター喫茶店がオープンする程の人気がある。来華たちが高校を卒業した時期でも、コンテンツとして健在。
ミラクルちゃん
作中に登場する幼児向けのキャラクター。初期の来華や竹田のお気に入りのキャラクターであったが、単行本8巻（作中の台詞では、単行本11巻）以降長らく登場していなかった。その後、『まんがホーム』2021年11月号で、作中のグッズとして久しぶりに登場した。
ラブリー花子（らぶりーはなこ）
作中の深夜アニメ「ラブリー花子」の主人公である、ポニーテールの少女。「グッバイ悪人さん」が決め台詞。作中では、蒔奈、駒子（蒔奈の母）、漆野、東野幸太、小太郎がファンになっている。話のなりゆきで、来華が彼女のコスプレをしたこともある。『花丸町の花むすび』にも登場。作中では平井信子という声優が演じているという設定であり、2022年5月号で演者の平井信子が登場した。

## 舞台
この作品の舞台は、来華らが通う花丸小学校及び花丸町が舞台となっている。花丸町に関しては花丸町についてを参照。
東京や山形を舞台とした回では、実在の施設やモニュメントが登場することもある。
- 江戸東京博物館
- 東京タワー
- 渋谷駅のモヤイ像
- 雷門（浅草寺）
- 鶴岡市立加茂水族館
- 東京国際展示場（東京ビッグサイト） ※ 作中では、「ジャンボサイト」に変更されている。
- かみのやま温泉駅（山形新幹線）
- 国立国会図書館 ※ 名称のみ。竹田が埼玉から自転車で行こうとしたが、東京に入ったあとにかのんに遭遇したことで半沢家に来訪することになり、時間が無くなって訪館を断念している。

## 番外編
本編とは別にある人物にスポットを当てた番外編がある。2017年までの発表分は、原則として『まんがタイムコレクション』初出であり、本編とは違いストーリー漫画となっているものが多い（2016年以降は、4コマ漫画型式の割合が増えている）。登場人物の過去の話や（2011年までの発表分はこれがメイン）、稀に未来の話も題材にされる。2018年に『まんがタイムコレクション』の刊行が中断されて以降は、原則として単行本が初出となっている。
- らいか・2年生（まんがタイムコレクション2005年10月増刊号に掲載、単行本2巻に収録）
- 竹田・4年生（まんがタイムコレクション2005年10月増刊号に掲載、単行本3巻に収録）
- 蒔奈・before（まんがタイムコレクション2006年3月増刊号に掲載、単行本4巻に収録）
- 天使を待つ頃（まんがタイムコレクション2006年7月増刊号に掲載、単行本5巻に収録）
- 月-moon-（『コミックエール!』創刊号に掲載、単行本6巻に収録）
- 良い子? 悪い子? 普通の子。（まんがタイムコレクション2008年7月増刊号に掲載、単行本7巻に収録）
- あの時の君と僕（まんがタイムコレクション2008年11月増刊号に掲載、単行本7巻に収録）
- 先生たちのグダグダ（まんがタイムコレクション2008年11月増刊号に掲載、単行本9巻に収録、4コマ漫画形式）
- 扉のむこう（まんがタイムコレクション2009年6月増刊号に掲載、単行本11巻に収録）
- 友達のままで（まんがタイムコレクション2009年12月増刊号に掲載、単行本10巻に収録）
- 歓迎会（まんがタイムコレクション2010年6月増刊号に掲載、単行本12巻に収録）
- 独自題名無しの「特別編」（まんがタイムコレクション2010年12月増刊号に掲載、単行本11巻に収録、4コマ漫画形式）※かのんが乳児、来華が幼児の頃の交流を描いたもの。
- 独自題名無しの「描き下ろし特別編」（まんがタイムコレクション2011年6月増刊号に掲載、単行本12巻に収録、4コマ漫画形式）※房江が小学生の頃の話。
- ラブリー花子（まんがタイムコレクション2011年12月増刊号に掲載、単行本13巻に収録）
- きょうのできごと（まんがタイムコレクション2012年6月増刊号に掲載、単行本14巻に収録）
- 児童会長お悩み相談スペシャル!（まんがタイムコレクション2012年12月増刊号に掲載、単行本15巻に収録、4コマ漫画形式）
- 独自題名無しの「特別編」（まんがタイムコレクション2013年7月増刊号に掲載、単行本16巻に収録、4コマ漫画形式）※麻美先生の視点で描かれた、東野家および近所の少年の話。
- まなみ・デイズ（まんがタイムコレクション2014年6月増刊号に掲載、単行本17巻に収録、4コマ漫画形式）※愛美の視点で描かれた、来華とクラスメイト達が高3時点の話。
- たぶん大人な僕ら（まんがタイムコレクション2014年12月増刊号に掲載、単行本第19巻に収録）※財津先生&昭夫の話。
- ノーミュージックノーライフ（まんがタイムコレクション2015年6月増刊号に掲載、単行本20巻に収録）
- いつまでも友達でいよう（まんがタイムコレクション2015年12月増刊号に掲載、単行本21巻に収録）
- 独自題名無しの「特別編」（まんがタイムコレクション2016年6月増刊号に掲載、単行本21巻に収録、4コマ漫画形式）※竹田から来華への、料理指南の話。
- ハートフルキッチン（まんがタイムコレクション2016年12月増刊号に掲載、単行本22巻に収録）
- らいか18（エイティーン）（まんがタイム2017年5月号に掲載、単行本23巻に収録、4コマ漫画形式）※高校卒業直後の、来華と竹田の話（単行本19巻に収録されたエピソードの拡大版）。単行本収録時に、その先の話も加筆された。
- 独自題名無しの「特別編」（まんがタイムコレクション2017年6月増刊号に掲載、単行本23巻に収録、4コマ漫画形式）※昭夫と青山兄妹の話。
- 2人の夏休み物語（まんがタイムコレクション2017年6月増刊号に掲載、単行本23巻に収録）
- よいこ・デイズ（まんがタイムコレクション2017年12月増刊号に掲載、単行本24巻に収録、4コマ漫画形式）
- 山寺の和尚さん（まんがタイムコレクション2017年12月増刊号に掲載、単行本24巻に収録）※学生時代の永田兄妹の話。
- ゆうみ・デイズ（単行本用の描き下ろし、単行本24巻に収録、4コマ漫画形式）※悠美の視点で描かれた、来華とクラスメイト達が20歳時点の話[84][注 38]。
- 竹田・デイズ（まんがタイム2018年4月号に掲載、単行本25巻に収録、4コマ漫画形式）※まんがタイムコレクション2017年12月増刊号での企画「あなたが読みたい「○○○・デイズ」」の投票結果を受けての作品。
- 咲かずに散りゆく恋の花（単行本用の描き下ろし、単行本25巻に収録、4コマ漫画形式）
- カズくん・デイズ（単行本用の描き下ろし、単行本26巻に収録、4コマ漫画形式）
- かもめちゃんとゆーみちゃん（単行本用の描き下ろし、単行本27巻に収録、4コマ漫画形式）
- らいた・デイズ（単行本用の描き下ろし、単行本28巻に収録、4コマ漫画形式）※永田来太を主役に据えた話。
- 山路先生の平凡な日常（単行本用の描き下ろし、単行本29巻に収録、4コマ漫画形式）
- がんばれ!カボチャマン（単行本用の描き下ろし、単行本30巻に収録、4コマ漫画形式）
- 独自題名無しの「描き下ろし特別編」（まんがタイムオリジナル2022年3月号に掲載、単行本31巻に収録、4コマ漫画形式）※房江をモチーフとしたキャラ「フサエちゃん」の話。
- あの日のあなたに（単行本用の描き下ろし、単行本31巻に収録、4コマ漫画形式）※学生時代の財津と、若いころのシスターの話。
- 離れて眺める花丸小（単行本用の描き下ろし、単行本32巻に収録、4コマ漫画形式）※マコと井出の視点から見た、来華たちの人となりについての話。
- 独自題名無しの「描き下ろし特別編」（まんがホーム2023年5月号に掲載、単行本33巻に収録、4コマ漫画形式）※来華と竹田の、雨の日の下校の話[注 39]。
- VSクラスメイト（単行本用の描き下ろし、単行本34巻に収録、4コマ漫画形式）
- その後の竹田家（単行本用の描き下ろし、単行本35巻に収録、4コマ漫画形式）※仙台に越して以降の竹田家の話。経過年数は不明だが、中学校に通う竹田が描かれている。

## 書誌情報
オールカラー版以外は、2015年ごろから電子書籍版も展開されている。
- むんこ『らいか・デイズ』 芳文社〈まんがタイムコミックス〉、全35巻
  1. 2005年3月18日第1刷発行（2005年3月3日発売[85]）ISBN 4-8322-6382-X
  2. 2005年10月18日第1刷発行（2005年10月3日発売[85]）ISBN 4-8322-6420-6
  3. 2006年4月18日第1刷発行（2006年4月3日発売[85]）ISBN 4-8322-6454-0（『だって愛してる』第1巻と同時発売）
  4. 2006年10月22日第1刷発行（2006年10月7日発売[85]）ISBN 4-8322-6492-3
  5. 2007年4月21日第1刷発行（2007年4月6日発売[85]）ISBN 978-4-8322-6531-8
  6. 2007年10月21日第1刷発行（2007年10月6日発売[85]）ISBN 978-4-8322-6575-2
  7. 2008年11月22日第1刷発行（2008年11月7日発売[85]）ISBN 978-4-8322-6685-8
  8. 2009年6月21日第1刷発行（2009年6月6日発売[85][86]）ISBN 978-4-8322-6748-0
  9. 2009年12月22日第1刷発行（2009年12月7日発売[85]）ISBN 978-4-8322-6799-2
  10. 2010年6月22日第1刷発行（2010年6月7日発売[85][87]）ISBN 978-4-8322-6855-5
  11. 2010年12月22日第1刷発行（2010年12月7日発売[85]）ISBN 978-4-8322-6913-2
  12. 2011年6月22日第1刷発行（2011年6月7日発売[85]）ISBN 978-4-8322-6971-2
  13. 2011年12月22日第1刷発行（2011年12月7日発売[85]）ISBN 978-4-8322-5027-7
  14. 2012年6月22日第1刷発行（2012年6月7日発売[85]）ISBN 978-4-8322-5082-6
  15. 2012年12月22日第1刷発行（2012年12月7日発売[85]）ISBN 978-4-8322-5137-3
  16. 2013年11月22日第1刷発行（2013年11月7日発売[85]）ISBN 978-4-8322-5240-0
  17. 2014年6月22日第1刷発行（2014年6月7日発売[85]）ISBN 978-4-8322-5294-3
  18. 2014年12月21日第1刷発行（2014年12月6日発売[85]）ISBN 978-4-8322-5343-8
  19. 2015年6月20日第1刷発行（2015年6月5日発売[85]）ISBN 978-4-8322-5390-2
  20. 2015年12月22日第1刷発行（2015年12月7日発売[85][88]）ISBN 978-4-8322-5440-4
  21. 2016年6月22日第1刷発行（2016年6月7日発売[85]）ISBN 978-4-8322-5489-3
  22. 2016年12月22日第1刷発行（2016年12月7日発売[85]）ISBN 978-4-8322-5541-8
  23. 2017年6月22日第1刷発行（2017年6月7日発売[85]）ISBN 978-4-8322-5596-8
  24. 2017年12月22日第1刷発行（2017年12月7日発売[85]）ISBN 978-4-8322-5648-4
  25. 2018年7月21日第1刷発行（2018年7月6日発売[85]）ISBN 978-4-8322-5697-2
  26. 2019年6月21日第1刷発行（2019年6月6日発売[85]）ISBN 978-4-8322-5752-8
  27. 2019年11月22日第1刷発行（2019年11月7日発売[85]）ISBN 978-4-8322-5769-6
  28. 2020年7月22日第1刷発行（2020年7月7日発売[85]）ISBN 978-4-8322-5794-8
  29. 2021年4月22日第1刷発行（2021年4月7日発売[85]）ISBN 978-4-8322-5824-2
  30. 2021年10月21日第1刷発行（2021年10月6日発売[85]）ISBN 978-4-8322-5843-3
  31. 2022年5月21日第1刷発行（2022年5月6日発売[85]）ISBN 978-4-8322-5866-2
  32. 2023年1月22日第1刷発行（2023年1月7日発売[85]）ISBN 978-4-8322-5889-1
  33. 2023年6月22日第1刷発行（2023年6月7日発売[85]）ISBN 978-4-8322-5903-4
  34. 2024年2月22日第1刷発行（2024年2月7日発売[85]）ISBN 978-4-8322-5929-4
  35. 2024年11月22日第1刷発行（2024年11月7日発売[85]）ISBN 978-4-8322-5957-7
- むんこ『オールカラー版 らいか・デイズ』 芳文社〈まんがタイムコミックス〉、全2巻（よりぬき版）
  - 第01巻 2007年12月22日第1刷発行（2007年12月7日発売[89]）ISBN 978-4-8322-6591-2
  - 第02巻 2009年1月22日第1刷発行（2009年1月7日発売[89]）ISBN 978-4-8322-6702-2

『恋愛ラボ』第8.5巻には、単行本第12巻のバレンタイン回を再構築したアンソロジー（宮原るり著）が収録されている。

## ドラマCD
2012年9月26日にTHREE ARROWSより発売。収録エピソードは、単行本第1～6巻、13巻からピックアップされている。一部、第7、10巻を原典とした要素も盛り込まれている。最終トラックに、キャストからの挨拶が収録されている。

## WEBラジオ
『THREE ARROWS ラジオ「らいか・デイズ」 マニア 』は、2012年10月17日からHiBiKi Radio Stationで配信されていたラジオ番組。隔週水曜日配信。なお本放送前の9月22日プレ放送が配信された。パーソナリティは悠木碧と寺川愛美。全6回で、2012年12月26日更新分をもって終了した。

## 公式SNS
2021年8月26日に、作者の担当編集者の手によってTwitterの公式アカウント『らいか・デイズ【公式】』が立ち上げられた。過去のエピソードのより抜き、「むんこコレクション」の表紙イラストなどを公開している。同年10月31日をもって新規ツイートは一旦終了（アカウントは維持したまま）したが、単行本31巻の発売決定に伴い2022年3月10日 - 同年6月30日までの期間限定で新規ツイートが再開、以降も単行本発売前後（他社からの発行分も含む場合があり）の時期に新規ツイートが行われている。